# Germán Vargas Lleras
Germán Vargas Lleras (Bogotá, 19 de febrero de 1962) es un político y abogado colombiano que se desempeñó como vicepresidente de Colombia durante el gobierno de Juan Manuel Santos desde 2014 hasta su renuncia en 2017.
Anteriormente Fue senador de la República de Colombia, cargo que ocupó por elección popular desde 1994 a 2008, llegando a obtener la votación más alta del país en las elecciones legislativas de 2006. Ha sido además presidente del Senado de la República, jefe del Partido Cambio Radical, candidato a la Presidencia de la República en 2010  y 2018, Ministro del Interior y de Justicia y Ministro de Vivienda, Ciudad y Territorio.
En enero de 2014, el presidente Juan Manuel Santos escogió a Vargas Lleras como su candidato vicepresidencial para las elecciones presidenciales de 2014, en las cuales su fórmula resultó ganadora. Ocupó el cargo de Vicepresidente de Colombia desde el 7 de agosto de 2014 hasta el 21 de marzo de 2017, cuando el Senado aceptó su renuncia.

## Vida personal

### Familia
Es hijo de Germán Vargas Espinosa y de Clemencia Lleras De la Fuente. Tiene dos hermanos menores y tiene una única hija llamada, Clemencia, fruto de su anterior matrimonio con María Beatriz Umaña Sierra, es bailarina profesional y estudió administración de empresas y negocios en los Estados Unidos.
Vargas Lleras es miembro de una de las familias políticas más tradicionales del país, siendo nieto materno del expresidente de Colombia Carlos Lleras Restrepo y tataranieto del General Venezolano, natural de Carache, Trujillo, Emigdio Briceño Guzmán, el septembrista.

### Educación
Luego de pasar por varios colegios, como el Liceo Francés de Bogotá y el Gimnasio Campestre, terminó sus estudios en el Gimnasio José Joaquín Casas, institución dirigida por Jaime Leal González y familia. Al obtener el título de bachiller, Vargas Lleras estudió en la preparatoria de Georgetown, en Washington, realizó sus estudios universitarios en la Facultad de Jurisprudencia de la Universidad del Rosario donde se recibió de abogado, y en el Instituto Ortega y Gasset de la Universidad Complutense de Madrid en España donde realizó estudios en Gobierno y Administración Pública.

## Trayectoria política
Vargas Lleras inició su vida política a los 19 años en el municipio de Bojacá, Cundinamarca, en 1981, donde fue elegido concejal, por el Nuevo Liberalismo, movimiento fundado previamente por Luis Carlos Galán. Galán lo nombró coordinador político de la localidad de Los Mártires en Bogotá. La experiencia adquirida en este cargo lo motivó a aspirar al Concejo de Bogotá en 1988. Después del asesinato de su mentor, en 1989, Vargas Lleras, que en ese entonces se desempeñaba como secretario privado del Ministerio de Agricultura de Colombia, se integró al liberalismo oficialista.
Desde el Partido Liberal retomó la labor hecha en la zona de Los Mártires y conformó un equipo de trabajo cuyo desempeño le ayudó a ser elegido concejal en los dos periodos consecutivos de 1990 a 1994.

### Senador de la República
En 1994 se retiró del Concejo para buscar una curul en el Senado de la República. Un cargo para el cual sería escogido por cuatro (4) periodos consecutivos y desde donde logró impulsar algunas leyes.
En 1998, Vargas Lleras se convirtió en uno de los líderes opositores al gobierno de Andrés Pastrana, especialmente por el frustrado proceso de paz con las Fuerzas Armadas Revolucionarias de Colombia (FARC-EP). En octubre de 2001, el, en ese entonces senador convocó a un fuerte debate donde mostró pruebas sobre los abusos de la guerrilla en la zona de distensión. En este debate denunció la presencia de campos de concentración de secuestrados, cultivos ilícitos, construcción de pistas clandestinas y adiestramiento de terroristas. Por este hecho Vargas Lleras recibió apoyo de la opinión pública en un país donde la mayoría de sus habitantes estaban desesperanzados por los continuos ataques y secuestros de un grupo armado que decía perseguir la paz. Esta oposición al proceso de paz con la guerrilla terminó por acercar a Vargas Lleras y a Álvaro Uribe Vélez, candidato disidente liberal a la Presidencia de 2002 y principal contradictor de la zona de distensión. Fue así como para las elecciones de 2002 Vargas Lleras tomó la decisión de apoyar la candidatura de Uribe y abandonar el Partido Liberal cuya postulación estaba en ese entonces en manos de Horacio Serpa.
En 2002 se lanzó por tercera vez al Senado de la República bajo el aval del Movimiento Colombia Siempre, una disidencia al Liberalismo oficialista que apoyó la Política de Seguridad Democrática impulsada [cita requerida] durante toda su carrera por Vargas Lleras y en ese momento, propuesta como política bandera del candidato presidencial Álvaro Uribe Vélez, quien fue elegido Presidente. En esta ocasión obtuvo dos curules y la tercera votación más alta del país.
Cinco meses después de su posesión, el senador fue víctima de un atentado con un libro bomba, el cual había llegado como un regalo. Vargas Lleras sobrevivió a la explosión, pero perdió varios dedos en su mano izquierda. Pasada su recuperación Vargas Lleras regresó al Congreso en 2003 y se consolidó entonces como uno de los líderes de la bancada uribista.
En octubre de 2003, después de la derrota de Juan Lozano en la contienda por la alcaldía de Bogotá con su partido Colombia Siempre, Vargas Lleras decidió unirse al movimiento político Cambio Radical. El ascenso del senador en Cambio Radical fue vertiginoso. El partido eligió a Vargas Lleras como su director y presidente a mediados de 2004 y el movimiento pasó a ser uno de los grupos uribistas con mayor poder en el Congreso.
Posteriormente, un grupo de uribistas liderado por Juan Manuel Santos creó el Partido de la U e invitó públicamente a Vargas Lleras a fusionar sus movimientos para buscar las mayorías en las próximas elecciones. Este último se negó alegando que los dos partidos representaban diferentes sectores políticos. Más adelante saldría a la luz pública la infiltración paramilitar del Partido de la U, hecho que causó la indignación de muchos colombianos.
En octubre de 2005, el senador sufrió un nuevo atentado, esta vez con un carro bomba. Vargas Lleras resultó ileso pero varios de sus escoltas resultaron gravemente heridos. El atentado enfrentó al senador con el presidente Uribe porque este atribuyó el hecho a las Fuerzas Armadas Revolucionarias de Colombia (FARC-EP), sin prestar atención a informaciones que tenía el senador que apuntaban a una posible alianza de políticos y paramilitares. Sobre este proceso la Fiscalía aún no concluye su investigación, pero lo cierto es que el atentado se dio en momentos en los que el senador Vargas Lleras denunciaba en el Congreso la alianza criminal entre paramilitares, políticos y narcotráfico.
En las elecciones de 2006 el Partido Cambio Radical se consolidó como una alternativa política al lograr 15 Senadores y 22 Representantes a la Cámara. Asimismo, en estos mismos comicios Germán Vargas Lleras logró la mayor votación (223 330 votos) con un margen de diferencia de la segunda de cerca del 50 %.
Durante estos periodos legislativos tramitó varias iniciativas de importancia para el país, como el Acto Legislativo que restableció el Fuero Militar, el que tipifica crímenes como la desaparición forzada, el genocidio, el desplazamiento forzado y la masacre; impulsó el Estatuto Anticorrupción, el Código Disciplinario Único, el proyecto que revive la Extradición y el que permite la expropiación por vía administrativa. Todas estas ya son leyes de la República y le suministraron herramientas importantes al Gobierno colombiano que han resultado claves en la lucha contra las organizaciones criminales.
A principios de 2008, se retiró temporalmente del Senado para adelantar estudios en Europa, siendo reemplazado por Rodrigo Lara Restrepo. Sin embargo, en junio del mismo año, se retiró definitivamente, con el propósito de salvar el trámite de la reforma política en el congreso, puesto que Lara Restrepo estaba impedido para votar. Su reemplazo le correspondió a Elsa Gladys Cifuentes. A pesar de la renuncia de Vargas Lleras, la reforma no pasó el trámite en el Senado.

### Candidato a la Presidencia de Colombia (2010)
El 25 de junio de 2009, lanzó su campaña presidencial para el periodo de 2010-2014, logrando la tercera mayor votación del país, con cerca de un millón y medio de votos. Allí, Vargas Lleras oficializó su intención de mantenerse en la competencia, sin importarle si el presidente Álvaro Uribe Vélez se lanzaba a una segunda reelección. El mensaje del exsenador siempre fue muy claro en el sentido de que quería continuar las políticas de Uribe, pero sin Uribe.
Vargas Lleras recorrió Colombia y visitó 30 de los 32 departamentos de Colombia. A pesar del ofrecimiento que le hicieron varios partidos para que se unieran a ellos, prefirió esperar a que se aclarara el panorama político del país. Sin embargo, fue enfático en que llegado el momento haría parte de una gran consulta interpartidista.

### Ministro de Interior y Justicia
En julio de 2010, Vargas Lleras fue nombrado ministro del Interior y de Justicia por Juan Manuel Santos. El 30 de julio, se reunió con la sala de gobierno de la Corte Suprema de Justicia de Colombia, la primera reunión protocolaria tras su designación. Tras dos horas de diálogo, las principales conclusiones fueron que existía un “buen ambiente” para la armonía de los dos poderes, después de que en la anterior administración del presidente Álvaro Uribe y el exministro Fabio Valencia Cossio fueron conflictivas. Vargas Lleras tomó posesión de su cargo el 7 de agosto de 2010. Dentro de su gestión, tuvo a su cargo la creación del nuevo Ministerio de Justicia, y la reubicación de la sede del Ministerio del Interior en la casona colonial "La Giralda", que desde 1977 había sido la sede del Museo del siglo XIX, entidad del Fondo Cultural Cafetero en La Candelaria. También fue el autor de la llamada Ley Lleras, que buscaba regular la responsabilidad de los proveedores de servicios de internet frente a las infracciones de derechos de autor de los usuarios, y la ley de víctimas y restitución de tierras.
En 2012, fue designado Ministro de Vivienda, para liderar la puesta en marcha de un programa de casas y apartamentos gratis. Tomó posesión del cargo el 17 de mayo de 2012, mientras el Ministerio del Interior quedó en manos de Federico Renjifo.

### Vicepresidencia de Colombia (2014-2017)
Ocupó el cargo de Vicepresidente de Colombia, durante el segundo mandato de Juan Manuel Santos, desde el 7 de agosto de 2014 hasta el 21 de marzo de 2017, cuando su renuncia fue aceptada por el congreso de Colombia, salió del cargo para aspirar a la presidencia en las elecciones de Colombia de 2018, en las que ocupó el cuarto lugar en primera vuelta con 7.2% de los votos.
En abril de 2016, la Universidad del Rosario diseñó un Debate sobre el Estado de la Nación, con el propósito de que los ministros de la nación rindieran cuentas ante la ciudadanía desde cada uno de los sectores, Germán Vargas Lleras, Vicepresidente de la República de Colombia participó en el encuentro, en donde declaró que “Con inversiones nunca antes vistas por cerca de 60 billones de pesos colombianos en infraestructura, generamos empleo y progreso en el país. Y trabajamos arduamente para superar el rezago en el que se encuentra Colombia. Con el ambicioso plan del Gobierno Nacional que adelantamos en carreteras, aeropuertos, puertos y ferrocarriles pasaremos del puesto 18 al tercero en la Región”.

### Candidato a la Presidencia de Colombia (2018)

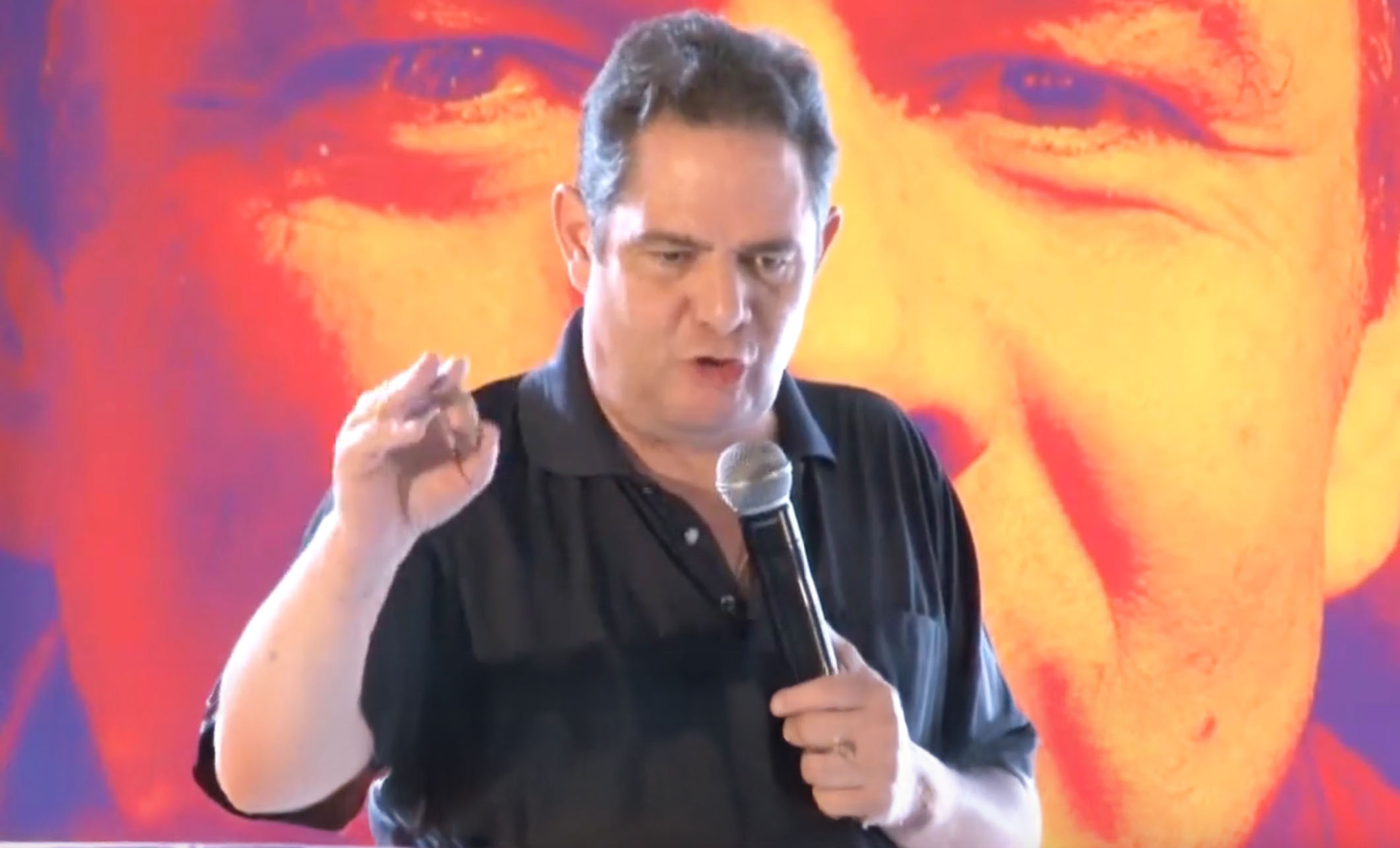
Vargas Lleras frente a su gigantografía en la campaña de 2018

Aspiró nuevamente a la presidencia de Colombia en las elecciones de 2018, en las que habría de ser elegido Iván Duque como presidente de la república, quedando como el cuarto candidato más votado, con el 7.2 % de los votos en primera vuelta.

## Distinciones y reconocimientos
Germán Vargas Lleras ha recibido múltiples condecoraciones por parte de organizaciones y de altos mandos a lo largo de su trayectoria política:
Ha tenido los siguientes reconocimientos:
- La Universidad del Rosario rindió un homenaje como egresado ilustre.[17]
- Canal RCN y RCN Radio mejor político de 2010.[18]
- Medalla ‘Servicios Distinguidos Clase Excepcional Primera Vez’ Policía Nacional.[19]
- Orden de la Democracia Simón Bolívar en el Grado de Gran Cruz, Congreso de la República.[20]
- Orden de la Sal en Zipaquirá.[21]
- Cruz de Boyacá.[22]
- Orden Cacique Timanco[23]